# IC 159
IC 159 је спирална галаксија у сазвјежђу Кит која се налази на листи објеката дубоког неба у Индекс каталогу.
Деклинација објекта је - 8° 38' 12" а ректасцензија 1h 46m 25,0s. Привидна величина (магнитуда) објекта IC 159 износи 13,2 а фотографска магнитуда 14,0. IC 159 је још познат и под ознакама MCG -2-5-42, IRAS 01439-0853, PGC 6505.